# Kōji Morimoto
Kōji Morimoto (森本晃司?, Katabuchi Kōji; Wakayama, 26 dicembre 1959) è un regista, animatore e sceneggiatore giapponese.
Come animatore lavorò per il film Akira (1988) di Katsuhiro Ōtomo e gli omnibus Robot Carnival (1987), Animatrix (2003) e Short Peace (2013), mentre in qualità di animatore chiave per Kiki - Consegne a domicilio (1989) di Hayao Miyazaki e le serie City Hunter e Ken il guerriero. Nel 1986 co-fondò lo Studio 4°C.

## Filmografia

### Solo animatore

#### Cinema
- Robot Carnival (1987)
- Akira, regia di Katsuhiro Ōtomo (1988)[2]
- Mind Game, regia di Masaaki Yuasa (2004)[2]
- A Better Tomorrow, regia di Hikari (2013)

### Regista

#### Cinema
- Robot Carnival – Furanken no Haguruma (フランケンの歯車) (1987)
- Tobe! Kujira no Peek (とべ!くじらのピーク?) (1991)
- Nine Love Stories – Hero (1991)
- Tobira wo Akete (トビラを開けて?) (1995)
- Memories – Magnetic Rose (1995)
- Onkyo Seimeitai Noiseman (音響生命体ノイズマン) (1997)
- Eternal Family (1997)
- Dimension Loop (2001)
- Animatrix – Beyond (2003)
- Digital Juice – The Saloon in the Air (2003)
- Genius Party Beyond – Dimension Bomb (2008)[2]
- Short Peace – Sequenza d'apertura (2013)
- 25 Anniversary Magic: The Gathering Exhibition – φ（Phy) (2018)

### TV
- Lupin III - La partita italiana – Sequenza d'apertura (2016)
- 18if – episodio 10, Dream Dimension Alpha
- Rinishii!! Ekoda Chan - episodio 12 (2019)

### Video musicali
- KEN ISHII – EXTRA (1996)[3]
- The Bluetones – 4-Day Weekend (1998)
- Glay – Survival (サバイバル?, Sabaibaru) (1999)
- Hikaru Utada – You Make Me Want To Be A Man (2005)
- Hikaru Utada – Passion (2005)